# Biserica „Sfinții Voievozi” din Focșani
Biserica „Sfinții Voievozi” din Focșani este un monument istoric aflat pe teritoriul municipiului Focșani. În Repertoriul Arheologic Național, monumentul apare cu codul 174753.23.
Biserica „Sfintii Voievozi”, monument istoric, a fost construita între anii 1744-1746 de catre mesterii locali, cu sprijinul lui Curt-Capitan si Ionita Zugravu. Planul bisericii este specific lacasurilor de cult destinate oficierii cultului ortodox, în forma de nava cu abside laterale semicirculare, la fel ca si forma altarului. Planul initial este dezvoltat prin construirea vesmântarului amplasat în partea de sud a altarului. Pe actualul pronaos (fostul pridvor) este amplasata turla pe baza paralelipipedica care sustine forma hexagonala a clopotnitei. Pe fatada principala este amplasata, în registrul superior pictura cu hramul bisericii; un brâu decorativ din doua benzi liniare în relief, având pe mijloc un brâu cu forme decorative care se desfasoara inconjurând biserica si punând în evidenta icoana de hram. In biserica se mai gasesc icoane foarte vechi, unele cu inscriptie slavona, si bine pictate, altele zugravite de Mihai si Ionita Zugravu la 1857.

## Galerie

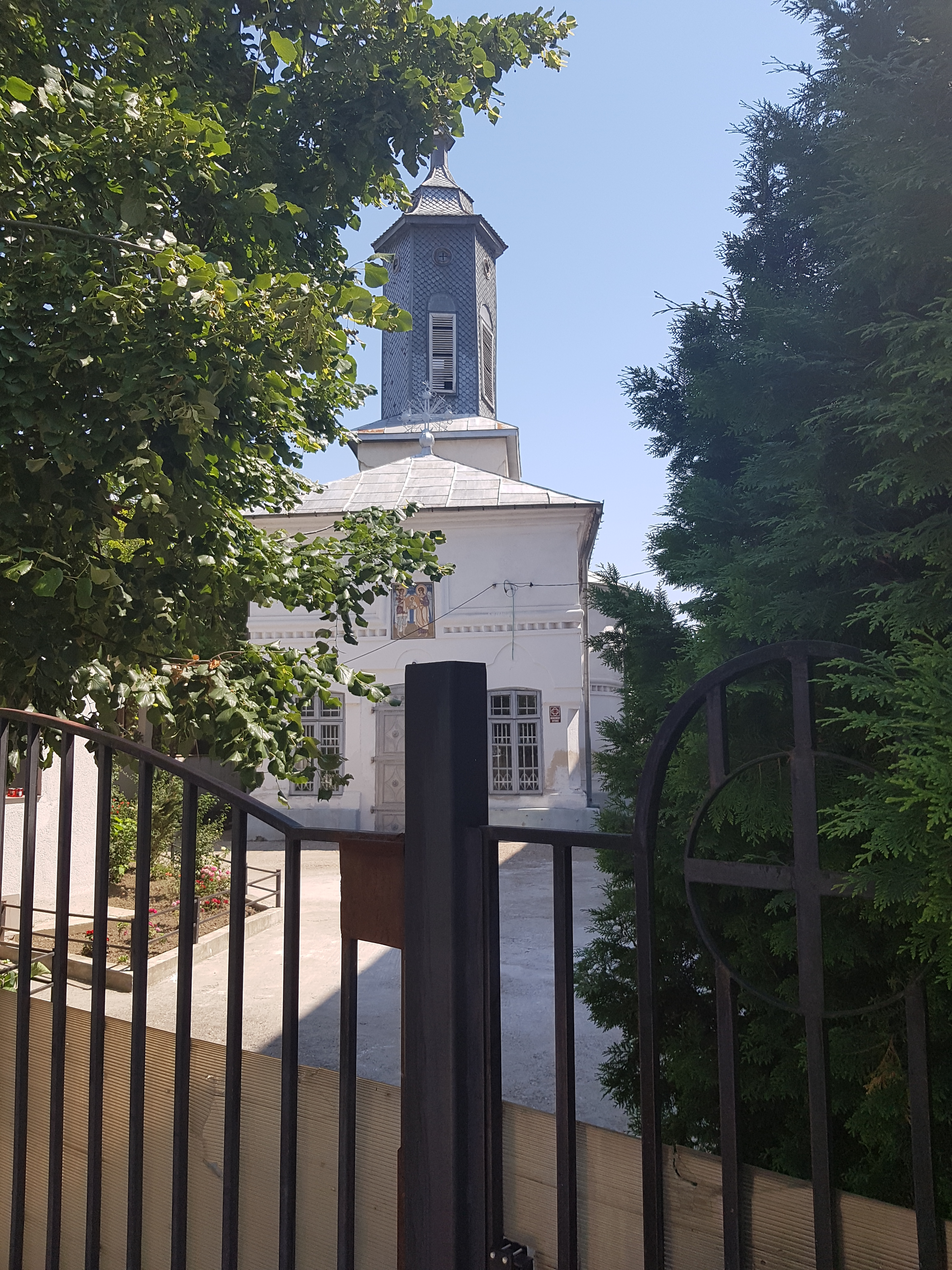
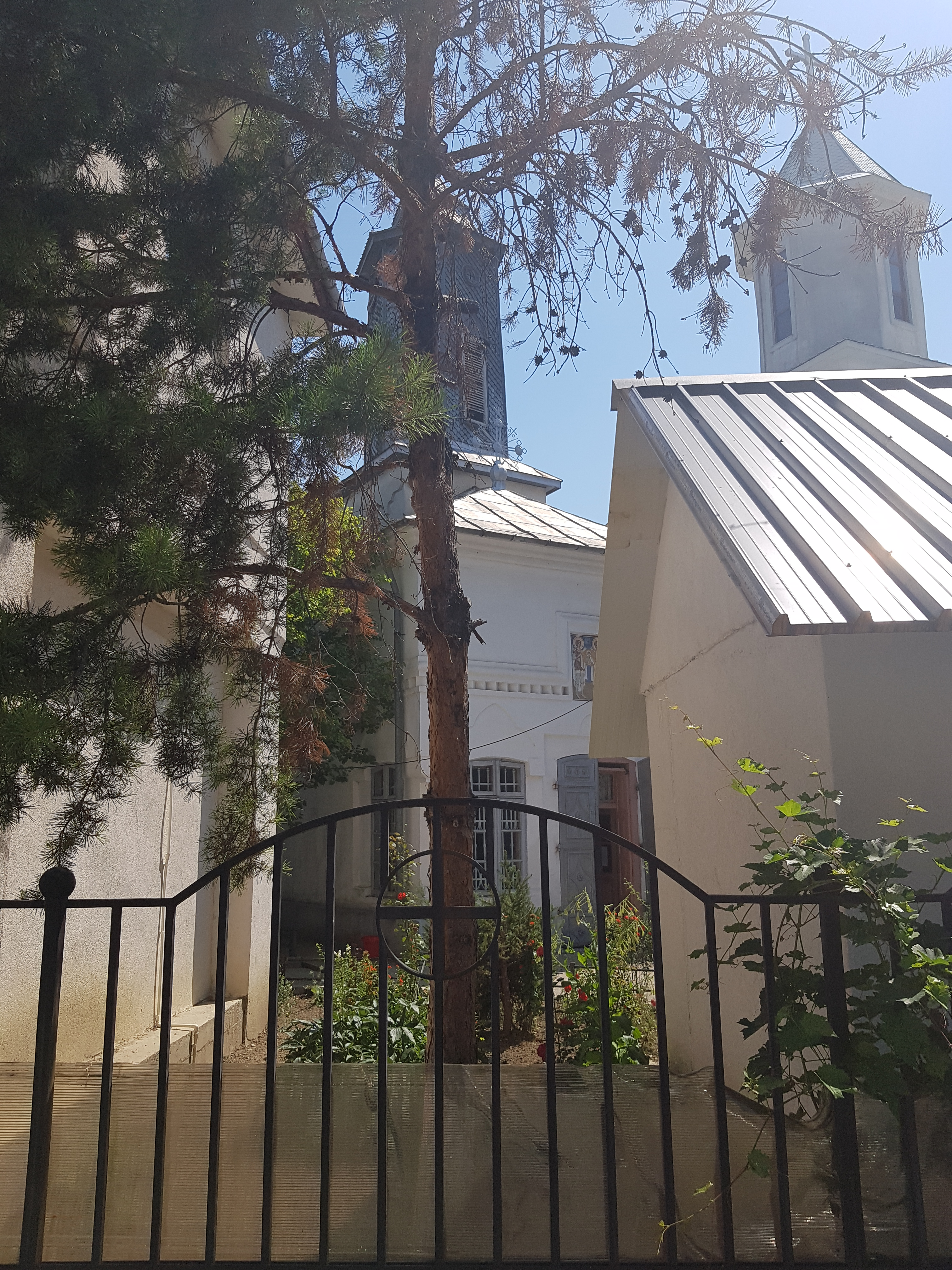
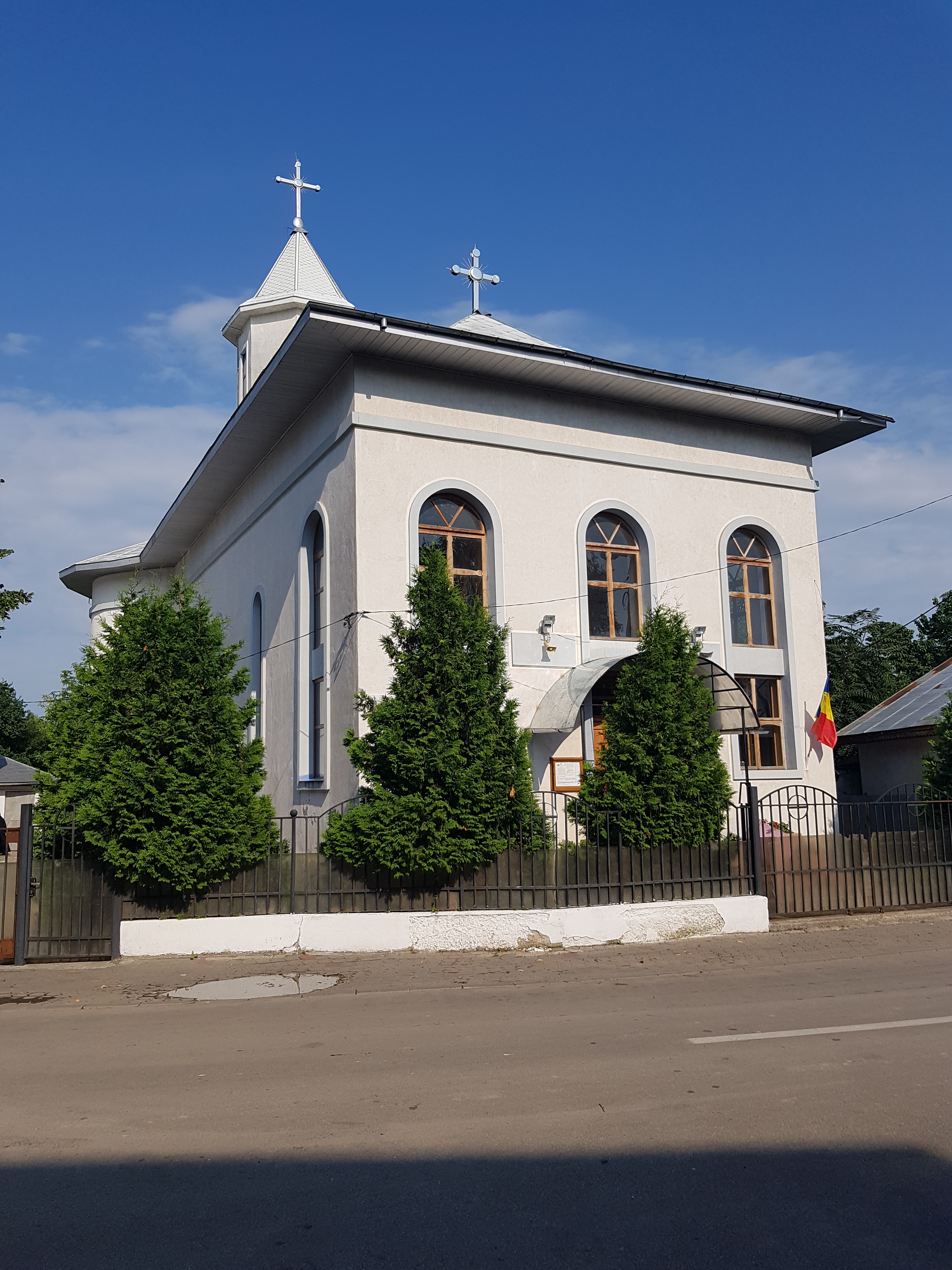
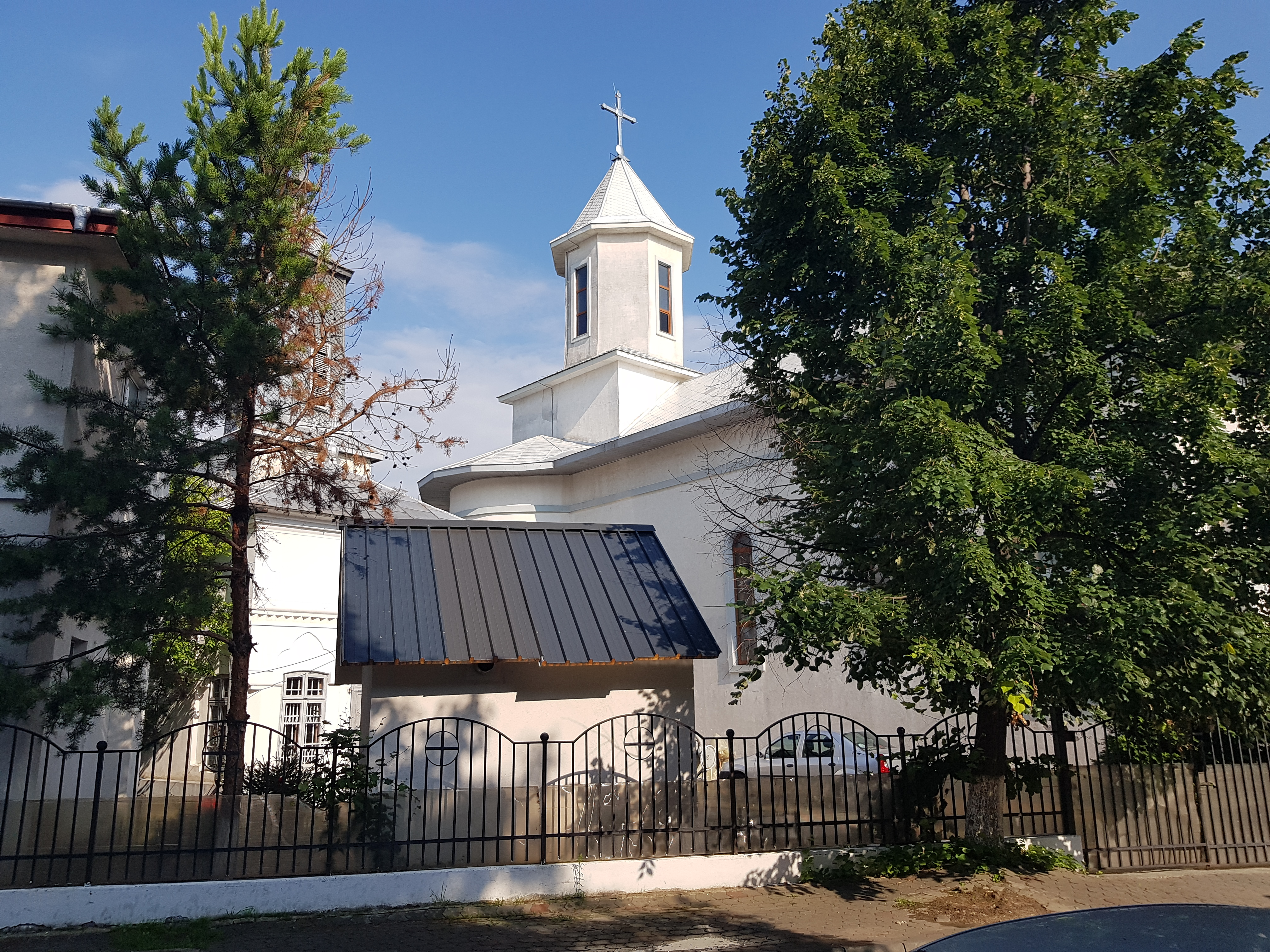